# Rauhiella
Rauhiella – rodzaj roślin z rodziny storczykowatych (Orchidaceae). Obejmuje 3 gatunki występujące w Ameryce Południowej w Brazylii w Regionie Północno-Wschodnim i Regionie Południowo-Wschodnim.

## Systematyka
Rodzaj sklasyfikowany do podplemienia Oncidiinae w plemieniu Cymbidieae, podrodzina epidendronowe (Epidendroideae), rodzina storczykowate (Orchidaceae), rząd szparagowce (Asparagales) w obrębie roślin jednoliściennych.
Wykaz gatunków
- Rauhiella brasiliensis Pabst & Braga
- Rauhiella seehaweri (I.Bock) Toscano & Christenson
- Rauhiella silvana Toscano